# Karl Richter (Turner)
Karl Walter Richter (* 23. September 1887 in Leipzig; † 3. Oktober 1918 ebenda) war ein deutscher Turner.
Karl Richter nahm an den Olympischen Spielen 1912 in Stockholm teil. Mit der deutschen Mannschaft belegte er im Freien System den vierten und im Mannschaftsmehrkampf den fünften Platz. Richter studierte Naturwissenschaften.